# Parvicursor
A Parvicursor (jelentése 'kis futó') az apró alvarezsaurida dinoszauruszok egyik neme, amely a gyors futás érdekében hosszú lábakkal rendelkezett. Az állat hossza körülbelül 39 centiméter volt az orrától a farka végéig, a tömege pedig nagyjából 162 gramm lehetett, így az egyik legkisebb nem madarak közé tartozó dinoszaurusz volt, amely felnőtt példány alapján ismert.

## Ősbiológia
Az Alvarezsauridae család más tagjaihoz hasonlóan a Parvicursor mellső lábai rövidek és erősek voltak, a kezein pedig mindössze egy-egy karom nőtt, melyeket valószínűleg a kemény termeszvárak szétbontására vagy ásásra használt. Valószínűtlen, hogy a karom védekezésre szolgált, mivel rövid volt és nem alkalmazkodott a rugalmas mozgáshoz, emellett pedig az állat nevében szereplő cursor szó, ami 'futót' jelent, olyan életmódra utal, ami másfajta védekezést valószínűsít.

## Osztályozás
A Parvicursor a mongóliai Khulsan késő kréta kori, campaniai korszakbeli üledékeiből került elő. A típusfaj, a P. remotus csak egyetlen hiányos példány, amely nagyrészt a csípőből és a hátsó lábakból áll. A közeli rokonságába tartozik a Shuvuuia és a Mononykus, melyek szintén az Alvarezsauridae család tagjai.
A Parvicursornak egy lehetséges, második, még névtelen faja is ismertté vált. Sigeru Szuzuki és szerzőtársai 2002-ben két apró alvarezsaurida példányról készítettek leírást. A szerzők a két fosszíliát az ugyanebben a formációban élt Shuvuuia fiatal példányaiként azonosították. Nick Longrich és Phil Currie azonban egy 2008-as tanulmányban kijelentették, hogy a csontváz több jellemzője, mint például az összeforrt csukló és csípőcsontok arra utalnak, hogy a leletek valójában egy apró alvarezsaurida faj felnőtt példányait képviselik. A filogenetikus elemzés alapján a Parvicursorral közös csoportban helyezkednek el, a szerzők pedig a további vizsgálatokig Parvicursor sp. néven hivatkoznak rájuk.

## Fordítás
- Ez a szócikk részben vagy egészben a Parvicursor című angol Wikipédia-szócikk ezen változatának fordításán alapul.  Az eredeti cikk szerkesztőit annak laptörténete sorolja fel. Ez a jelzés csupán a megfogalmazás eredetét és a szerzői jogokat jelzi, nem szolgál a cikkben szereplő információk forrásmegjelöléseként.